# Prima Esposizione Internazionale d’Arte Decorativa Moderna
De Prima Esposizione Internazionale d’Arte Decorativa Moderna (Eerste internationale tentoonstelling van decoratieve kunst) was een wereldtentoonstelling die in 1902 werd gehouden in de Italiaanse stad Turijn. De tentoonstelling richtte zich op kunst en vormgeving en bleek vooral belangrijk voor de verspreiding van de jugendstil in Italië. De nadruk lag heel duidelijk op modern; alleen originele producten in het kader van een esthetisch vernieuwde vormgeving werden toegelaten. Imitaties van oude stijlen en industriële producten zonder artistieke basis werden niet geaccepteerd.

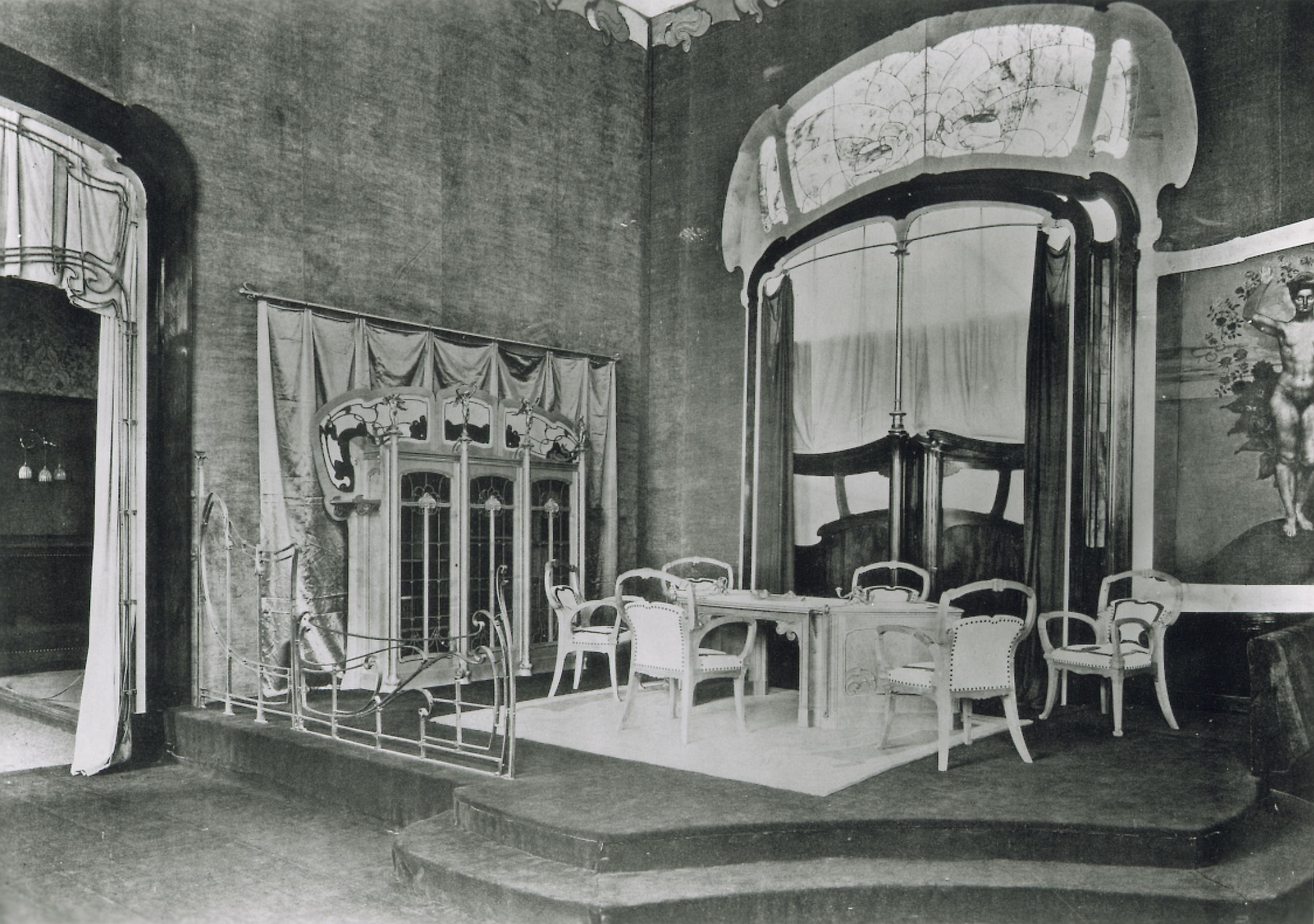
Meubilair van Victor Horta voor 'la Prima Esposizione Internazionale d'Arte Decorativa Moderna'